# Epictetus
Epictetus (/ˌɛpɪkˈtiːtəs/; tiếng Hy Lạp cổ: Ἐπίκτητος, Epíktētos; k. 55 – 135) là một triết gia theo chủ nghĩa khắc kỷ Hy Lạp. Ông sinh ra như là một nô lệ tại Hierapolis, Phrygia (ngày nay là Pamukkale, Thổ Nhĩ Kỳ) và sống ở Rome cho đến khi bị trục xuất, và đến sống tại Nicopolis ở phía tây bắc Hy Lạp cho đến hết đời. Những lời dạy của ông đã được học trò Arrian chép ra và xuất bản trong các tác phẩm Discourses và Enchiridion (Trò chuyện và Giáo khoa thư) của ông.
Epictetus dạy rằng triết học là một lối sống và không chỉ là một môn học lý thuyết. Đối với Epictetus, tất cả các sự kiện bên ngoài nằm ngoài tầm kiểm soát của chúng ta; chúng ta nên bình tĩnh chấp nhận bất cứ điều gì xảy ra. Tuy nhiên, các cá nhân chịu trách nhiệm cho hành động của chính họ, và có thể kiểm tra và kiểm soát hánh động của mình thông qua kỷ luật tự giác nghiêm ngặt.

## Tiểu sử
Epictetus được sinh ra vào khoảng năm 55, có lẽ tại Hierapolis, Phrygia. Tên cha mẹ ông đặt cho ông là không rõ; từ epíktetos (ἐίκτητ) trong tiếng Hy Lạp đơn giản có nghĩa là "thu được" hoặc "có được"; Nhà triết học Hy Lạp Plato, trong tác phẩm Luật của mình, sử dụng thuật ngữ này với nghĩa tài sản "được thêm vào tài sản di truyền của một người". Ông đã sống tuổi trẻ của mình như một nô lệ ở Rome của Epaphroditos, một người tự do giàu có và thư ký cho Nero.
Từ khi còn nhỏ, Epictetus có được niềm đam mê triết học và với sự cho phép của người chủ giàu có, ông đã nghiên cứu triết học khắc kỷ với thầy Musonius Rufus, cho phép ông vươn lên và được người xung quanh tôn trọng khi ông trưởng thành nhờ được giáo dục nhiều hơn. Vì lý do nào đó, ông trở nên què quặt. Origen tuyên bố rằng chân của Epictetus đã bị chủ nhân của mình cố tình bẻ gãy. Simplicius tuyên bố rằng Epictetus đã bị què từ thời thơ ấu.

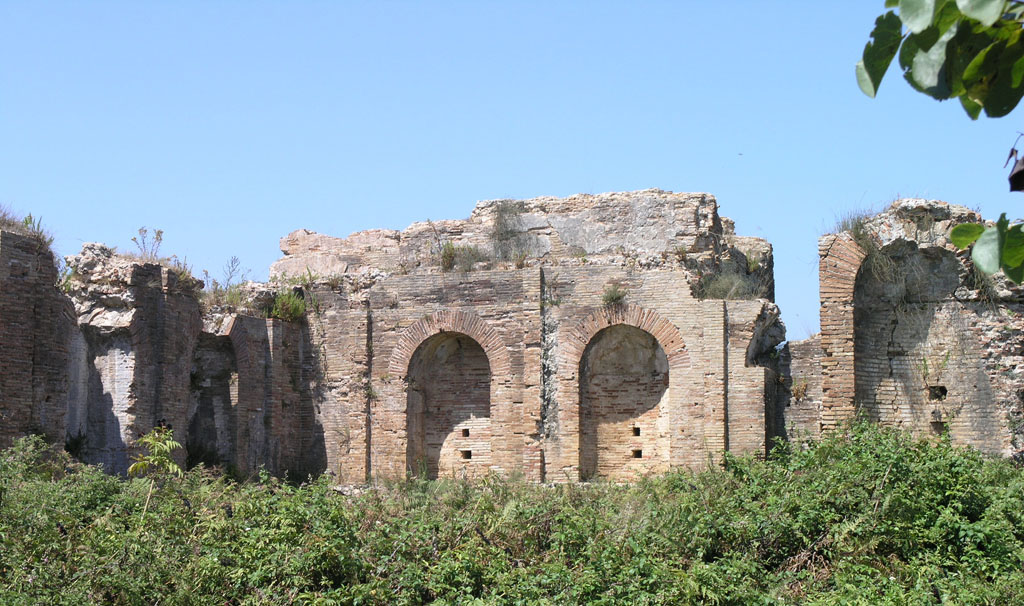
Tàn tích thời La Mã tại Nicopolis

Epictetus có được tự do sau cái chết của Nero vào năm 68, và ông bắt đầu giảng dạy triết học ở Rome. Khoảng năm 93, Hoàng đế Domiti đã trục xuất tất cả các nhà triết học khỏi thành phố, và Epictetus đã chuyển đến Nicopolis ở Epirus, Hy Lạp, tại đó ông thành lập một trường phái triết học.
Học trò nổi tiếng nhất của ông, Arrian, đã học ông từ thời trai trẻ (khoảng năm 108) và tuyên bố đã viết tác phẩm Trò chuyện nổi tiếng từ các bài giảng của Epictetus, và Arrian cho rằng tác phẩm này nên được coi là có thể so sánh với các tác phẩm của Socrates. Arrian mô tả Epictetus là một diễn giả mạnh mẽ, người có thể "khiến người nghe cảm nhận được những gì Epictetus muốn người nghe cảm nhận". Nhiều nhân vật nổi tiếng đã tìm cách trò chuyện với ông. Hoàng đế Hadrian khá thân thiện với Epictetus, và có thể đã nghe ông nói chuyện tại trường học của ông ở Nicopolis.
Ông sống một cuộc sống rất đơn giản, với ít tài sản. Epictetus sống độc thân trong một thời gian dài, nhưng khi về già, ông đã nhận nuôi một đứa con của một người bạn, mà nếu Epictetus không nhận nuôi thì nó sẽ phải chết, và nuôi nấng đứa trẻ đó với sự giúp đỡ của một người phụ nữ. Không rõ liệu Epictetus và người phụ nữ nói trên có kết hôn hay không. Ông đã chết vào khoảng năm 135. Sau khi chết, theo Lucian, chiếc đèn dầu của ông được một người hâm mộ mua với giá 3.000 drachma.